# Player’s Canadian Open 1986
Die Player’s Canadian Open 1986 waren ein Tennisturnier der WTA Tour 1986 für Damen in Montreal sowie ein Tennisturnier des Grand Prix 1986 für Herren in Toronto. Das Herrenturnier fand vom 11. bis 17. August 1986 statt und das der Damen von 4. bis 10. August 1986.

## Herren
→ Hauptartikel: Player’s Canadian Open 1986/Herren

## Damen
→ Hauptartikel: Player’s Canadian Open 1986/Damen